# Axel Springer Academy of Journalism & Technology
Die Axel Springer Academy of Journalism & Technology besteht aus einer Journalistenschule und dem Bereich Upskilling. Sie bietet die technische und redaktionelle Ausbildung von Journalisten und ist die Weiterbildungseinrichtung für die Redakteure der Axel Springer SE und ausgewählter Unternehmen.

## Geschichte
Die Journalistenschule wurde 1986 als Journalistenschule Axel Springer gegründet und nach Axel Springer benannt. Von 2007 bis 2020 hieß die Schule Axel Springer Akademie. Über 1500 Journalisten wurden bereits ausgebildet.

## Organisation

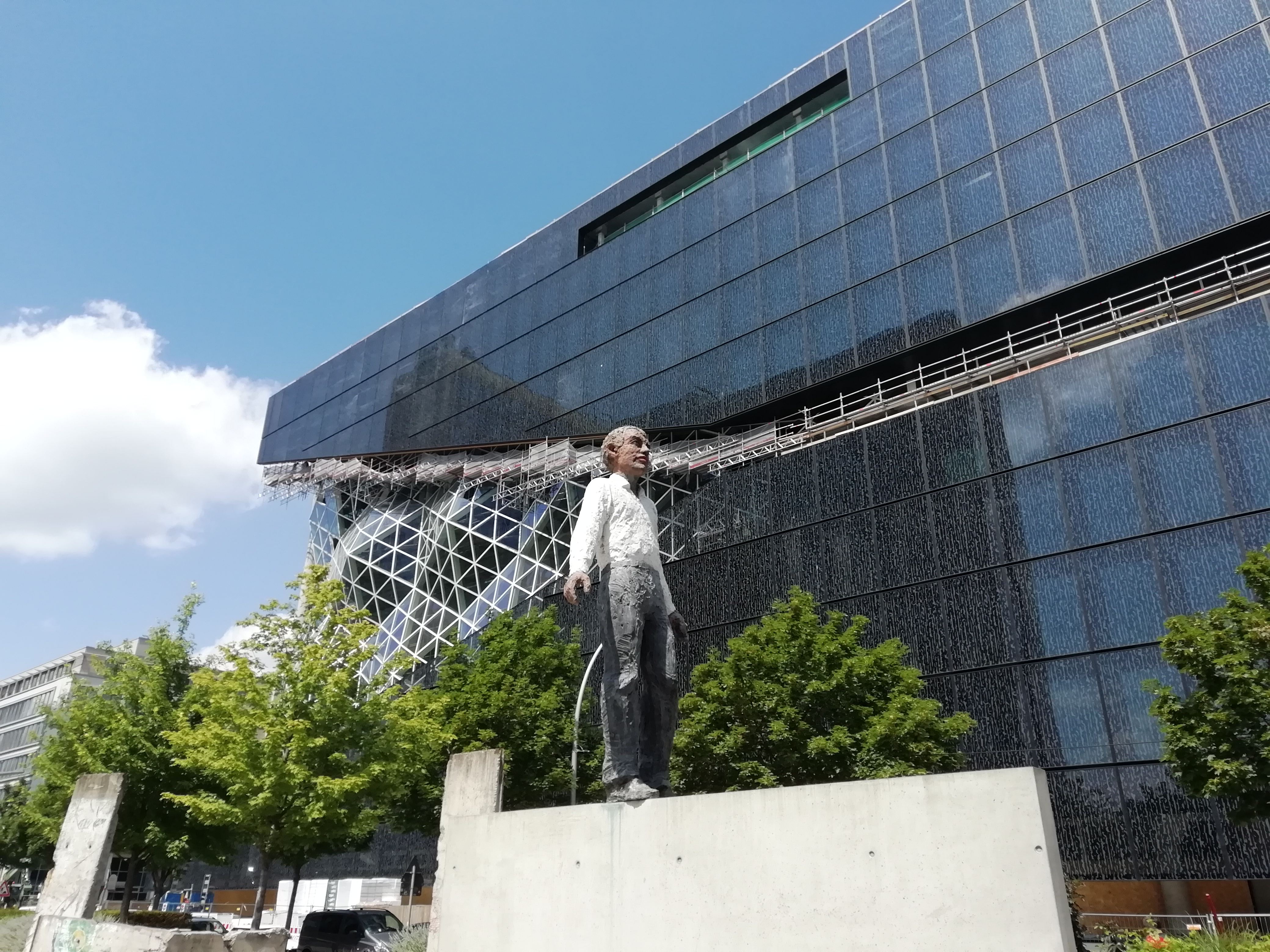
Sitz der FreeTech – Axel Springer Academy in Berlin

Die Axel Springer Academy besteht aus zwei Bereichen: einer Journalistenschule und den Weiterbildungsangeboten für alle Mitarbeitende von Axel Springer und ausgewählter Unternehmen. Leiter der Axel Springer Academy ist Tilmann Knoll. Die Leiterin der Journalistenschule ist Miriam Krekel. Chief Learning Officer des Bereichs Upskilling ist Ekaterina Schneider.

## Ausbildung
Die Journalistenschüler verbringen die ersten sechs Monate ihrer zweijährigen Ausbildung an der Journalistenschule in Berlin. Danach geht es für eineinhalb Jahre in selbst gewählte Redaktionen. Dort kann das Erlernte in die Praxis umgesetzt werden. Für den Start in den Beruf wird im letzten Halbjahr der Ausbildung zudem ein Spezialisierungsprogramm angeboten. In der Ausbildung werden alle Grundlagen des Journalismus gelehrt, kombiniert mit innovativen Medienangeboten, interdisziplinären Projekten und viel Praxiserfahrung. Der Schwerpunkt liegt auf digitalem, tech-gestütztem Journalismus.

## Preisverleihungen
Die Axel Springer Academy verleiht jährlich den Axel-Springer-Preis für jungen Journalismus. Der Preis wird in den Kategorien „Politik und Wirtschaft“, „Report“, „Zukunft“, „Beste Teamleistung“ und „Unterhaltung“ vergeben.

## Bekannte Absolventen
- Béla Anda, ehemaliger Regierungssprecher der deutschen Bundesregierung
- Matthias Bannert, Unternehmer und Gründer von Medieninsider
- Shila Rebecca Behjat, Journalistin und Buchautorin
- Sebastian Graf von Bassewitz, Stellvertreter des Chefredakteures Bunte, eh. stellv. Chefredakteur Bild
- Kerstin Becker (* 1969), Schriftstellerin
- Anna-Beeke Gretemeier (* 1986), ehemalige Chefredakteurin Stern
- Marian Grunden, Fernsehmoderator WELT TV
- Matthias Brügelmann, Sport-Chef Bild
- Vera Cordes, Moderatorin NDR
- Paulina Czienskowski, Schriftstellerin und Journalistin
- Kai Diekmann, Gründer Storymachine und ehemaliger Chefredakteur Bild
- Marco Fenske, Chefredakteur und Geschäftsführer des Redaktionsnetzwerks Deutschland und Geschäftsführer der Sportbuzzer GmbH
- Pia Frey, Gründerin von Opinary
- Lars Haider, Chefredakteur Hamburger Abendblatt
- Shammi Haque,  Bloggerin, Menschenrechtsaktivistin
- Stephan Haselberger, stellvertretender Chefredakteur Tagesspiegel
- Peter Hilffert, TV-Moderator RTL und TV-Produzent
- Karsten Kammholz, Chefredakteur Mannheimer Morgen
- Christine Kensche (†),  Journalistin und Schriftstellerin
- Tanit Koch, ehemalige Chefredakteurin Bild
- Ralf Köttker, Sportjournalist und ehemaliger Sportfunktionär beim DFB
- Jürn Kruse, Journalist und freier Autor
- Olaf Jahn, Auslandskorrespondent
- Paula Lambert, Kolumnistin und Fernsehmoderatorin
- Sascha Lehnartz, Journalist und Schriftsteller
- Tanja May, stellvertretende Chefredakteurin Bild
- Carline Mohr, ehemalige stellvertretende Chefredakteurin Business Insider, Beraterin
- Dirk Penkwitz, Fernsehmoderator
- Julian Reichelt, ehemaliger Chefredakteur Bild
- Reiner Reitsamer, Journalist und Moderator
- Ulrich Reitz ehemaliger Chefredakteur Focus
- Tim Röhn, Chefreporter Die Welt und Welt am Sonntag
- Paul Ronzheimer, stellv. Chefredakteur Bild
- Jenni Roth, Journalistin
- Cordula Schmitz, stellvertretende Chefredakteurin Hamburger Abendblatt
- Gunnar Schupelius, Historiker, Sachbuchautor, Kolumnist B.Z.
- Dorothea Schupelius, Moderatorin, Politikjournalistin, Geigerin Die Welt
- Moritz Seyffarth, Chefredakteur Business Insider
- Johannes Simonsen, Chefredakteur Boyens Media
- Jan David Sutthoff, Journalist und Experte für digitale Kommunikation und soziale Medien.
- Felicitas Then, Journalistin und Fernsehköchin
- Manfred von Thien, ehemaliger Chefredakteur Hamburger Morgenpost, B.Z., Lübecker Nachrichten, Ostsee-Zeitung
- Özlem Topçu, stellvertretende Auslandsressortleiterin Der Spiegel
- Carli Underberg, stellvertretender Chefredakteur Sport (Bild, Die Welt & Sport Bild)
- Jakob Wais, Chief Content Officer (CCO) Premium Gruppe (Business Insider, Die Welt, Politico)
- Jan C. Wehmeyer, Ressortleiter Investigative Recherche Bild
- Katharina Weiß, Schriftstellerin
- Marvin Wildhage, Moderator, Journalist, Filmproduzent und Webvideoproduzent.
- Jennifer Wilton, Chefredakteurin Die Welt
- Claudia Weingärtner, Chefredakteurin Leben & erziehen
- Julien Wolff, deutscher Sportjournalist sowie Autor von Sach- und Jugendbüchern
- Alexandra Würzbach, ehemalige Chefredakteurin Bild am Sonntag, Chefredakteurin Icon
- Nele Würzbach, Nachrichtensprecherin und Moderatorin Die Welt